# (12447) Yatescup
(12447) Yatescup (1996 XA12) – planetoida z grupy pasa głównego asteroid okrążająca Słońce w ciągu 3,19 lat w średniej odległości 2,16 j.a. Odkryta 4 grudnia 1996 roku.